# Minh Đạo (diễn viên)
Minh Đạo (明道), tên thật là Lâm Triều Chương (chữ Hán: 林朝章) là một diễn viên, ca sĩ và người mẫu Đài Loan, đồng thời là ông chủ của Minh Đạo Studio.

## Tiểu sử
Minh Đạo bắt đầu bước vào đời bằng sự nghiệp của một người mẫu chứ không phải là một diễn viên chuyên nghiệp. Sau đó anh bắt đầu tham gia các show truyền hình và thành công nhất là chương trình Vua Mạo Hiểm (The King of Adventure). Sau sự thành công trong lĩnh vực truyền thông, anh bắt đầu tham gia vào những MV ca nhạc. Cuộc đời diễn viên của anh thực sự bắt đầu khi anh tham gia bộ phim Áo Cưới Thiên Quốc cùng với Vương Tâm Lăng và sự thành công vang dội của bộ phim thần tượng Hoàng tử Ếch cùng Trần Kiều Ân đã đem đến cho anh một ngã rẽ khác. Minh Đạo cũng là thành viên của nhóm nhạc nam nổi tiếng 183 Club, nhóm đã phát hành Album nhạc phim Hoàng tử ếch và Album Một chiếc dù. Nhưng ít có người biết rằng thời gian ấu thơ của anh là một sự khủng khiếp mà Minh Đạo không bao giờ quên được, anh bị liệt 2 chân và hoàn toàn không thể đi lại được, suốt ngày anh chỉ di chuyển bằng một chân sắt và nhờ vào sự giúp đỡ của anh trai. Gia cảnh của Minh Đạo cũng thực sự khó khăn nên anh đã quyết chí tập luyện vật lý trị liệu bằng đôi chân sắt kia để có ngày giúp gia đình thoát khỏi cảnh nghèo khó, giúp mẹ mình từng bữa cơm qua ngày. Và nhờ sự nỗ lực, anh đã thành công, anh đã có thể đi lại bình thường như bao người khác và đạt được danh tiếng như ngày hôm nay.
Hồi tháng 2 năm 2012, Minh Đạo thực hiện nghĩa vụ quân sự và xuất ngũ hồi tháng 1 năm 2013. Nhớ lại thời gian trong quân ngũ, Minh Đạo nói rằng quá trình huấn luyện và kỷ luật nghiêm ngặt đã góp phần mài dũa tính cách và tăng cường sức mạnh ý chí cho anh nhiều hơn trong cuộc sống.

## Sự nghiệp

### Chương trình truyền hình
- Chương trình Vua Mạo Hiểm (2001)

### Phim điện ảnh
| Năm  | Phim                                                                 | Vai diễn | Bạn diễn                                                     |
| ---- | -------------------------------------------------------------------- | -------- | ------------------------------------------------------------ |
| 2010 | Tình yêu cuộc sống                                                   |          |                                                              |
| 2010 | Gần trong gang tấc - More Than Close                                 |          | Bành Vu Yến, Quách Thái Khiết, Uyển Tân Vũ                   |
| 2015 | The two of us (愿望清单)                                             |          |                                                              |
| 2015 | Chúng ta kết hôn đi                                                  |          | Cao Viên Viên, Lý Thần, Trịnh Khải, Quách Bính Đình, Lưu Đào |
| 2015 | Tình yêu của cha đỡ đầu: Ba kẻ xấu - Love Godfathers: Three Bad Guys |          | Trần Kiều Ân, Trương Mông, Tạ Y Lâm, Koji Yano, Ưng Thái Nhi |
| 2017 | Kẻ bắt cóc - The Missing                                             |          | Bạch Bách Hà, Mason Lee                                      |

### Phim truyền hình
| Năm  | Tựa phim                                                                                  | Tên gốc            | Vai                                        | Kênh                                                       | Bạn diễn                                                             |
| ---- | ----------------------------------------------------------------------------------------- | ------------------ | ------------------------------------------ | ---------------------------------------------------------- | -------------------------------------------------------------------- |
| 2000 | Spicy Teacher                                                                             | 麻辣鲜师           | Học sinh (khách mời)                       | CTS                                                        |                                                                      |
| 2004 | Áo cưới thiên quốc (Heaven Wedding Gown)                                                  | 天國的嫁衣         | Trình Hải Nặc                              | CTS                                                        | Vương Tâm Lăng, Lập Uy Liêm                                          |
| 2005 | Hoàng tử ếch (The Prince Who Turns into a Frog)                                           | 王子變青蛙         | Đơn Quân Hạo                               | TTV                                                        | Trần Kiều Ân, Vương Thiệu Vỹ, Triệu Hồng Kiều, Gino, Huỳnh Ngọc Vinh |
| 2006 | Người tình thiên sứ (Angel Lover)                                                         | 天使情人           | Dương Thiên Hựu                            | StarTV                                                     | Bạch Khâm Tuệ, Tưởng Di                                              |
| 2006 | Khu vườn táo (Legend Of Star Apple)                                                       | 星蘋果樂園         | Đào Tư                                     | CTV                                                        | Trương Tâm Du, Dương Nhã Trúc                                        |
| 2006 | Phép màu (The Magicians of Love)                                                          | 愛情魔髮師         | Đỗ Á Tư                                    | TTV                                                        | Tăng Chi Kiều, Vương Thiệu Vỹ, Huỳnh Ngọc Vinh, Chúc Phàm Cương      |
| 2007 | Thanh niên hiện đại - Thiên đường ảo mộng (Modern Youth)                                  | 梦幻天堂           | Châu Kế Xuân                               |                                                            | Lý Mạn, Từ Hy Nhan, Khấu Thế Huân                                    |
| 2007 | Anh dã 3 + 1 (My Best Pals)                                                               | 櫻野3加1           | Dương Gia Tướng                            | TTV                                                        | Trần Kiều Ân, Trương Tâm Du, Hứa Mạnh Triết, Huỳnh Chí Vỹ            |
| 2009 | Hạnh Phúc Mỉm Cười (Always Smile!)                                                        | 微笑在我心         | Hướng Thiên Vĩ                             | Hunan TV                                                   | Trương Tâm Du                                                        |
| 2009 | Cổ Tích Chuyện Tình                                                                       |                    |                                            |                                                            | Trần Đình Ni, Lý Dịch Phong, Ngưu Manh Manh                          |
| 2009 | Gõ Cửa Tình Yêu (Knock Knock Loving You)                                                  | 敲敲愛上你         | Zhao Guan Xi 趙冠希                        | CTS / GTV                                                  | Quách Phẩm Siêu, Lý Tiểu Lộ, Tưởng Di, Ngô Á Hinh                    |
| 2009 | Let's dance - Níu giữ ánh dương, níu giữ em (Take Care of You, Accompanied by the Lights) | 守着阳光守着你     | Dương Duệ                                  | Malaysia RTM TV 2 / Malaysia Astro Channel 102             | Trần Kiều Ân, Đới Phi Phi, Trương Mặc                                |
| 2010 | Chung Vô Diệm                                                                             | 鍾無艷             | Tề Tuyên                                   | TTV                                                        | Dương Cẩn Hoa, Ngô Khan Nhân, Miêu Khả Lệ                            |
| 2010 | Gần Trong Gang Tấc - More Than Close                                                      |                    |                                            |                                                            | Bành Vu Yến, Quách Thái Khiết, Uyển Tân Vũ                           |
| 2010 | Vũ Điệu Nào Cho Anh                                                                       |                    | Dương Duệ                                  |                                                            | Trần Kiều Ân, Trương Thần Quang, Trương Mặc, Đới Phi Phi             |
| 2010 | Hằng Nga tiên nữ - The Moon Lady                                                          |                    | Ngô Cương                                  |                                                            | Diêu Địch, Hoàng Giác, Vương Tử Văn                                  |
| 2011 | Đường Cung Mỹ Nhân Thiên Hạ (Beauty World)                                                | 唐宫美人天下       | Ming Chong Yan / Ming Yi                   | SDTV                                                       | Trương Đình, Lý Tiểu Lộ, Trịnh Quốc Lâm                              |
| 2011 | Hạnh phúc ngày nắng (Angelo)                                                              | 天使的幸福         | Doãn Định Cường (cameo)                    | Mango TV                                                   | Hạ Quân Tường, Trương Quân Ninh, Lý Dịch Phong                       |
| 2012 | Hạnh phúc của thiên thần (Happy Michelin Kitchen)                                         | 幸福三颗星         | Yi Ding Qiang 尹定強                       | Anhui TV / CTV                                             | Lưu Thi Thi, Giang Ngữ Thần, Tiểu Thiến                              |
| 2012 | Đẳng cấp quý cô                                                                           |                    | Adam (cameo)                               |                                                            | Trương Hàn, Trần Kiều Ân, Cao Dĩ Tường                               |
| 2013 | Bà mẹ nóng bỏng (Hot Mom!)                                                                | 辣妈正传           | Bao Shuai                                  | Anhui TV, Dragon TV, Zhejiang TV, Shenzhen TV, Shandong TV | Tôn Lệ, Trương Dịch, Tần Bái                                         |
| 2013 | Nữ nhân của vua (Beauties of the Emperor)                                                 | 王的女人           | Vân Cuồng                                  | Zhejiang TV, Shenzhen TV, Shanxi TV                        | Trần Kiều Ân, Viên San San, Đồng Lệ Á, Hồ Tịnh                       |
| 2013 | Vương Đích Nữ Nhân                                                                        |                    |                                            |                                                            | Trần Kiều Ân, Viên San San, La Tấn                                   |
| 2014 | Nếu Như Anh Yêu Em                                                                        | 如果我爱你         | Á Đương                                    | Hunan TV                                                   | Hồ Binh, Lý Tẩm                                                      |
| 2015 | Case Dough                                                                                | 私房钱             | Minh Đạo                                   | Henan TV                                                   |                                                                      |
| 2016 | Rock Records In Love                                                                      | 滾石愛情故事       | Xiao Zhi Jie 蕭志傑 / Liao Qing Yun 廖青雲 | PTS / iQIYi                                                |                                                                      |
| 2016 | Plastic Surgery Season                                                                    | 整容季             | Minh Đạo                                   | Youku                                                      |                                                                      |
| 2016 | Mình yêu nhau đi (Let's Fall in Love)                                                     | 咱们相爱吧         | Huang Chao Gu                              | Hunan TV                                                   | Tần Lam                                                              |
| 2016 | My Fair Lady                                                                              | 我的朋友陈白露小姐 |                                            | iQiyi                                                      |                                                                      |
| 2016 | The best Meeting                                                                          | 最好的遇见         | Liu Huo                                    | Sansha Television                                          | Dĩnh Nhi, Mã Thiên Vũ                                                |
| 2019 | Chúng Tôi Không Thể Làm Bạn (Before We Get Married)                                       | 我們不能是朋友     | Minh Đạo                                   |                                                            |                                                                      |
| 2020 | My Dearest                                                                                | 最亲最爱的人       | Yang Zixuan                                | Jiangsu Channel                                            |                                                                      |
| 2024 | Anh Cũng Có Ngày Này                                                                      | 你也有今天         | Ông chủ Trần                               | Youku                                                      | Trần Tinh Húc, Chương Nhược Nam                                      |

### Thông tin bên lề
- Giải thưởng Người dẫn chương trình văn hóa giáo dục xuất sắc nhất (Vua mạo hiểm/The King of Adventure)
- Chương trình được yêu thích nhất của SETTV năm 2002 (Vua mạo hiểm/The King of Adventure)